# Productiekosten
Productiekosten zijn de kosten, samenhangend met de vervaardiging van een eindproduct.

## Algemeen
Om tot een eindproduct te komen dient men productiemiddelen in te zetten, deze productiemiddelen kosten geld. Productiekosten kunnen worden ingedeeld naargelang hun afhankelijkheid van de productieomvang. Op die manier worden constante en variabele kosten onderscheiden.

## Vaste kosten
Vaste of constante kosten, zijn productiekosten die op korte termijn constant blijven. Hierbij moet gedacht worden aan bijvoorbeeld afschrijvingskosten van gebouwen of machines of kosten voor onderzoek en ontwikkeling. De vaste kosten zijn op korte termijn niet gemakkelijk te veranderen. Dat bepaalde kosten constant zijn, houdt niet in dat ze onder alle omstandigheden hetzelfde bedrag blijven uitmaken. Door prijsveranderingen kunnen de vaste kosten op een ander bedrag uitkomen. Constante kosten zijn dus enkel constant omdat zij niet variëren als de productieomvang toe- of afneemt.

## Variabele kosten
Variabele kosten zijn kosten die afhangen van de productieomvang. Hiertoe behoren bijvoorbeeld kosten voor grondstoffen of verpakking. Wanneer de productie toeneemt, zullen de totale variabele kosten aanvankelijk minder dan evenredig stijgen, gezien de bezetting van de productiecapaciteit toeneemt. Vervolgens nemen de variabele kosten tijdelijk evenredig toe, waarna een meer dan evenredige stijging volgt, gezien de maximale productiecapaciteit van het bedrijf benaderd wordt.